# Cal Pere Sangrà (la Baronia de Rialb)
Cal Pere Sangrà és una masia del nucli del Puig de Rialb, al municipi de la Baronia de Rialb (Noguera) inclosa en l'Inventari del Patrimoni Arquitectònic de Catalunya.

## Descripció
És un mas que presideix el poble del Puig, format per una casa pairal de tres plantes d'alçada amb cellers als baixos i dos cossos principals. Un presenta un portal dovellat protegit per uns porxos de dues arcades i l'altre amb la porta dovellada amb la inscripció i la data a la clau, a sota d'un balcó. Té quadres i coberts agrícoles annexos a la banda nord, amb un nivell superior del terreny. La coberta a dos vessants té un ràfec de lloses. Té una inscripció a la clau de la porta més moderna que indica "PERE / SANGRÀ 7 ANY 1806". El nucli del Puig l'any 1981 tenia 5 habitants i actualment es troba abandonat.

## Per anar-hi
- Carretera del Forat de Bulí, km. 4,7
- Pista al Puig de Rialb